# Chaetophiloscia glandulifera
Chaetophiloscia glandulifera là một loài chân đều trong họ Philosciidae. Loài này được Verhoeff miêu tả khoa học năm 1909.